# Hlinka-Jugend

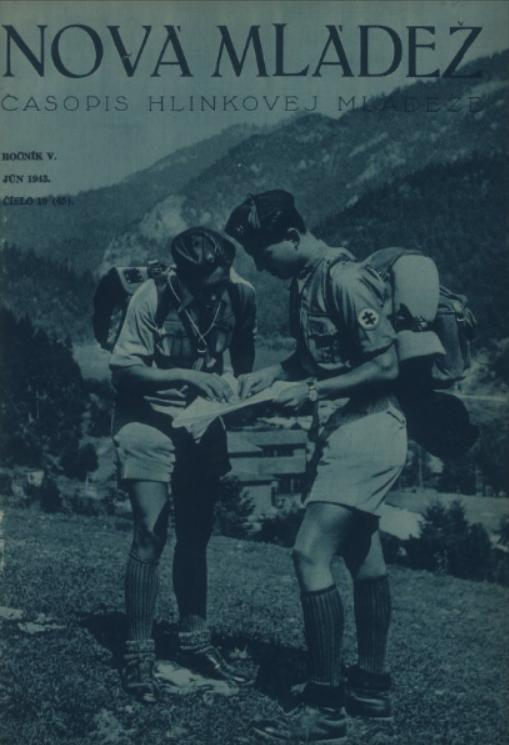
Angehörige der Hlinka-Jugend auf der Titelseite des Magazin Nová mládež („Neue Jugend“)

Die Hlinka-Jugend (auch Hlinkajugend, slowakisch: Hlinkova mládež, kurz HM) war von 1938 bis 1945 die Jugend- und Nachwuchsorganisation des slowakischen Regimes der Hlinka-Partei. Namensgeber war der ehemalige Parteivorsitzende Andrej Hlinka, der jedoch bereits vor der Gründung der Jugendorganisation verstorben war. Ihre Oberbefehlshaber bzw. Führer waren Matúš Černák (15. Dezember 1938 bis 28. April 1939) und Alojz Macek (1. Mai 1939 bis 8. Mai 1945).